# Nielsengebiet
Als Nielsengebiete (auch Nielsen-Gebiete) bezeichnet man eine von dem Marktforschungsunternehmen The Nielsen Company ursprünglich für die regionale Erhebung, Auswertung und Aufbereitung der eigenen Marktstudien eingeführte Aufteilung Deutschlands und Österreichs in verschiedene Regionen.
Die nach wirtschaftlichen Kriterien festgelegten, jeweils ein oder mehrere Bundesländer umfassenden Nielsengebiete sind über die Tätigkeit der Nielsen Company hinaus im Bereich von Marktforschung, Marketing, Medien- und Werbeplanung sowie Außendienststeuerung als Analyse- und Planungsregionen allgemein anerkannt, und sie spielen auch in der Sozialforschung eine Rolle.
Vergleichbare Gebietseinteilungen hat Nielsen auch für weitere Länder, in denen das Unternehmen tätig ist, eingeführt.

## Geschichte
Das System der Nielsengebiete (englisch Nielsen Areas) entstand im Zusammenhang mit der Einführung von Panelstudien in der Marktforschung. Das erste Einzelhandels-Panel zur Erhebung realer Absatzdaten, der „Nielsen Food and Drug Index“, wurde von A.C. Nielsen 1933 in den USA entwickelt. Bald bot das expandierende Marktforschungsunternehmen seinen Kunden auch in weiteren Ländern derartige Erhebungen an. In der BRD werden die Panel-Erhebungen „Nielsen Gesundheits- und Körperpflegemittel-Index“ (NGI) und „Nielsen Lebensmittel-Index“ (NLI) seit 1954 durchgeführt; das Land wurde dafür in fünf Nielsengebiete plus Westberlin unterteilt. In Österreich führte Nielsen seine Dienstleistungen und die damit einhergehenden Gebietsdefinitionen 1961 ein.
Nach der deutschen Wiedervereinigung wurden die neuen Bundesländer in die Aufteilung einbezogen.

## Zweck der Gliederung
Die Aufteilung in Nielsengebiete wird genutzt, um Markt- und andere Daten für Regionen gesondert zu erheben, auszuwerten und darzustellen, die sich hinsichtlich des Konsumverhaltens der Verbraucher und anderer Marktgegebenheiten (insbesondere der durchschnittlichen Kaufkraft) unterscheiden. Die so gewonnenen Daten können wiederum dazu dienen, Produkteinführungen, Preisgestaltung, Werbekampagnen, Außendiensteinsätze etc. auf regionale Gegebenheiten abzustimmen. In diesem Sinne sind die Nielsengebiete ein Instrument der geographischen Marktsegmentierung.
Die Märkte verschiedener Nielsengebiete können sich stark unterscheiden. Viele Werbeträger weisen ihre Leistungsdaten (Auflage, Zielgruppen) nach Nielsen-Gebieten aus (Nielsen-BallungsRaum-Zeitungen).

## Deutschland
Die deutschen Nielsengebiete sind:
- Nielsen I: Bremen, Hamburg, Niedersachsen, Schleswig-Holstein
- Nielsen II: Nordrhein-Westfalen
- Nielsen IIIa: Hessen, Rheinland-Pfalz, Saarland
- Nielsen IIIb: Baden-Württemberg
- Nielsen IV: Bayern
- Nielsen V + VI: Berlin, Brandenburg, Mecklenburg-Vorpommern, Sachsen-Anhalt
- Nielsen VII: Sachsen, Thüringen

Wie aus der Aufstellung ersichtlich, stellen einige Nielsengebiete eine Gesamtgruppe aus mehreren Bundesländern dar. Hier wurden Länder in einem Gebiet zusammengefasst, in denen möglichst viele Marktgegebenheiten wie Kaufkraft und Konsumverhalten ähnlich sind. Ursprünglich befürchtete man, bei Zusammenlegung der geografisch benachbarten Gebiete 5 (Berlin) und 6 die sehr unterschiedlichen volkswirtschaftlichen Bedingungen der beiden Gebiete zu nivellieren. Es zeigte sich jedoch, dass die Klassifizierung von Berlin als eigenes Kaufkraft- und Testgebiet den aktuellen Marktgegebenheiten nicht (mehr) entsprach; so gab es etwa infolge der geringen regionalen Größe des Gebiets Berlin stärkere Verschiebungen der Kaufkraft durch Einkäufe über die Stadtgrenze hinweg. Daher wurden die Gebiete 5 und 6 im Januar 2008 zusammengelegt.
Eine Zuordnung zu Nielsengebieten alleine über die fünfstelligen Postleitzahlen ist nicht automatisch möglich, da es einige Postleitbereiche gibt, die bundesländerübergreifend vergeben wurden.

### Nielsen-Ballungsräume
Zusätzlich werden innerhalb der deutschen Nielsengebiete 13 Ballungsräume um Kernzonen mit hoher Bevölkerungsdichte definiert. Diese sind vergleichbar mit den deutschen Metropolregionen bzw. den innerhalb dieser definierten Agglomerationen.
Die Nielsen-Ballungsräume sind:
- Hamburg
- Bremen/Bremerhaven
- Hannover
- Rhein-Ruhr
- Rhein-Main
- Rhein-Neckar
- Stuttgart
- Nürnberg
- München
- Berlin/Potsdam
- Halle/Leipzig
- Chemnitz/Zwickau
- Dresden

### Nielsen Microregionen
2015 führte Nielsen die Aufteilung in 36 Nielsen-Microregionen ein, die sich weitgehend an den deutschen Regierungsbezirken orientieren. Die Nielsen-Microregionen erlauben die detaillierter aufgeschlüsselte Betrachtung regional geprägter Konsumlandschaften und sollen Händlern und Herstellern die weitere Optimierung von Sortiment und Preisgestaltung im Hinblick auf regionale Besonderheiten, die bessere Fokussierung von Marketingaktionen und Außendiensteinsätzen sowie die genauere Bewertung des Erfolgs ihrer Maßnahmen ermöglichen.

## Österreich
Österreich kann in drei oder fünf Nielsengebiete aufgeteilt werden:
- I West: Vorarlberg, Tirol, Salzburg
- I Ost: Oberösterreich
- II Süd: Kärnten inkl. Osttirol, Steiermark, südl. Burgenland (Bezirke: Güssing, Jennersdorf, Oberwart)
- II Nord: Niederösterreich, nördl. Burgenland (Bezirke: Eisenstadt Stadt, Eisenstadt Umgebung, Rust, Mattersburg, Neusiedl am See, Oberpullendorf)
- III Wien: Wien